# AB Upsala Sidenväverier
AB Upsala sidenväverier var ett textilföretag i Uppsala som bildades 1936. Till en början huserade företaget i kvarteret Suttung vid dåvarande Kålsängsgränd 18. Senare byggdes en rationell anläggning vid Kungsgatan 66.
Textilkrisen i Sverige under 1960- och 70-talen innebar att 70 000 arbetstillfällen försvann i Sverige. 1971 fattades beslutet om Upsala sidenväveriers nedläggning.
Efter det att Upsala sidenväverier upphört stod byggnaden vid Kungsgatan 66 kvar och användes av Cadbury Slotts AB. Byggnaden var en så kallad "sval länga" och typisk för sin tids ideal. Under 1980-talet revs anläggningen för att bereda plats för Slotts nya fabrik.

## Se vidare
- Uppsala industriminnesförening